# Dimizonops insularis
Dimizonops insularis (Pocock, 1903) è un ragno appartenente alla famiglia Thomisidae.
È l'unica specie nota del genere Dimizonops.

## Distribuzione
L'unica specie oggi nota di questo genere è stata rinvenuta sull'isola di Socotra.

## Tassonomia
Dal 1903 non sono stati esaminati altri esemplari, né sono state descritte sottospecie al 2014.